# Škoda Fabia S2000
La Škoda Fabia S2000 est une voiture de rallye de classe S2000 fabriquée par Škoda Auto. Elle est dérivée de la Škoda Fabia (voiture déjà double Championne d'Europe de rallycross en 2006 et 2007 avec le Suédois Lars Larsson, en version T16 4x4). 

## Histoire
Elle a réalisé ses débuts au Rallye Monte-Carlo 2009 avec comme pilotes Jan Kopecký et Juho Hänninen. Hänninen a mené le rallye avant d'abandonner sur un crash. Mais en 2010, la Fabia S2000 porte Hänninen au titre en IRC. De plus, Škoda remporte le championnat Constructeurs.
Škoda Fabia S2000 remporte beaucoup de championnats nationaux et internationaux. Juho Hänninen gagne l'IRC en 2010, Andreas Mikkelsen gagne à deux reprises l'IRC en 2011 et en 2012, ce qui fait de Škoda le champion des Constructeurs en IRC en 2010, 2011 et 2012. Juho Hänninen a aussi remporté le S-WRC en 2011. En Championnat d'Europe (ERC) Juho Hänninen et Jan Kopecký se succèdent pour le titre entre 2012 et 2013. En Championnat d'Asie-Pacifique (APRC), Škoda est champion constructeur durant les saisons 2012, 2013 et 2014, et remporte aussi le titre pilotes en 2012 avec Chris Atkinson, en 2013 avec l'Indien Gaurav Gill, puis en 2014 avec le tchèque Jan Kopecký. Dans les championnats nationaux, en 2010, Pavel Valoušek remporte le Championnat de République Tchèque des rallyes, Matthias Kahle en Allemagne, Alberto Hevia en Espagne, Raimund Baumschlager en Autriche, Jozef Béreš en Slovaquie et Roger Feghali au Liban. En 2011, c'est au tour de Roman Kresta en République Tchèque, Jozef Béreš en Slovaquie, Piero Longhi en Slovénie, Dimitar Iliev en Bulgarie et Andreas Mikkelsen au Championnat d'Italie des rallyes sur terre. L'année 2012 amène encore plus de titres à la Škoda Fabia S2000 avec le ERC pour Juho Hänninen, le Championnat Asie-Pacifique des rallyes avec le titre pilotes pour Chris Atkinson et le titre constructeurs pour Škoda, Jan Kopecký gagne en République tchèque, Mark Wallenwein en Allemagne, Raimund Baumschlager en Autriche, Luca Rossetti en Turquie, Aleks Humar en Slovénie et Dimitar Iliev en Bulgarie (récidive en 2013 et 2014 avec Baumschlager, au total cinq fois champion avec la marque). L'année 2014 ramène également un troisième titre consécutif pilotes dans l'escarcelle continentale, grâce au finlandais Esapekka Lappi.  Freddy Loix remporte quant à lui le Championnat des Rallyes Belge en 2014 au volant d'une Skoda Fabia S2000.
La Škoda Fabia S2000 voit finalement sa remplaçante arriver en 2015 avec la Škoda Fabia R5, homologuée en avril de la même année. Celle-ci s'impose en 2015 en ERC à Chypre et en Tchéquie, puis en 2016 en Grèce, à Chypre, en Estonie, en Tchéquie et en Lettonie, enfin en 2017 au Portugal...

## Victoires en PWRC
| No. | Épreuve                        | Année | Pilote                | Copilote         |
| --- | ------------------------------ | ----- | --------------------- | ---------------- |
| 1   | 3rd Rally Norway               | 2009  | Patrik Sandell        | Emil Axelsson    |
| 2   | 37th FxPro Cyprus Rally        | 2009  | Patrik Sandell        | Emil Axelsson    |
| 3   | 56th Acropolis Rally of Greece | 2009  | Lambros Athanassoulas | Nikolaos Zakheos |

## Victoires en S-WRC/WRC-2
| No. | Épreuve                             | Année | Pilote               | Copilote           |
| --- | ----------------------------------- | ----- | -------------------- | ------------------ |
| 1   | 58th Rally Sweden                   | 2010  | Per-Gunnar Andersson | Anders Fredriksson |
| 2   | 60th Neste Oil Rally Finland        | 2010  | Juho Hänninen        | Mikko Markkula     |
| 3   | 28. ADAC Rallye Deutschland         | 2010  | Patrik Sandell       | Emil Axelsson      |
| 4   | 2010 Rallye de France               | 2010  | Patrik Sandell       | Emil Axelsson      |
| 5   | 66th Wales Rally GB                 | 2010  | Andreas Mikkelsen    | Ola Floene         |
| 6   | 57th Acropolis Rally                | 2011  | Juho Hänninen        | Mikko Markkula     |
| 7   | 61st Neste Oil Rally Finland        | 2011  | Juho Hänninen        | Mikko Markkula     |
| 8   | 47º RACC Rally de España            | 2011  | Juho Hänninen        | Mikko Markkula     |
| 9   | 46º Rally de Portugal               | 2012  | Hayden Paddon        | John Kennard       |
| 10  | 42nd Rally New Zealand              | 2012  | Hayden Paddon        | John Kennard       |
| 11  | 81e Rallye Automobile Monte-Carlo   | 2013  | Sepp Wiegand         | Frank Christian    |
| 12  | 47. Vodafone Rally de Portugal 2013 | 2013  | Esapekka Lappi       | Janne Ferm         |

## Victoires en IRC
| No. | Épreuve                                              | Année | Pilote            | Copilote          |
| --- | ---------------------------------------------------- | ----- | ----------------- | ----------------- |
| 1   | 1. Rally Russia 2009                                 | 2009  | Juho Hänninen     | Mikko Markkula    |
| 2   | 39. Barum Czech Rally Zlín 2009                      | 2009  | Jan Kopecký       | Petr Starý        |
| 3   | 46. Rallye Príncipe de Asturias 2009                 | 2009  | Jan Kopecký       | Petr Starý        |
| 4   | 64. RAC MSA Rally of Scotland 2009                   | 2009  | Guy Wilks         | Phil Pugh         |
| 5   | 30. Rally Argentina 2010                             | 2010  | Juho Hänninen     | Mikko Markkula    |
| 6   | 34. Rally Islas Canarias - El Corte Inglés 2010      | 2010  | Jan Kopecký       | Petr Starý        |
| 7   | 7. Rally d'Italia Sardinia 2010                      | 2010  | Juho Hänninen     | Mikko Markkula    |
| 8   | 46. Belgium Geko Ypres Rally 2010                    | 2010  | Freddy Loix       | Frederic Miclotte |
| 9   | 51. Rali Vinho da Madeira 2010                       | 2010  | Freddy Loix       | Frederic Miclotte |
| 10  | 40. Barum Czech Rally Zlín 2010                      | 2010  | Freddy Loix       | Frederic Miclotte |
| 11  | 65. RAC MSA Rally of Scotland 2010                   | 2010  | Juho Hänninen     | Mikko Markkula    |
| 12  | 35. Rally Islas Canarias - El Corte Inglés 2011      | 2011  | Juho Hänninen     | Mikko Markkula    |
| 13  | 7. 2011 Prime Yalta Rally 2011                       | 2011  | Juho Hänninen     | Mikko Markkula    |
| 14  | 47. Belgium Geko Ypres Rally 2011                    | 2011  | Freddy Loix       | Frederic Miclotte |
| 15  | 46. Sata Rallye Açores 2011                          | 2011  | Juho Hänninen     | Mikko Markkula    |
| 16  | 41. Barum Czech Rally Zlín 2011                      | 2011  | Jan Kopecký       | Petr Starý        |
| 17  | 45. Canon Mecsek Rallye 2011                         | 2011  | Jan Kopecký       | Petr Starý        |
| 18  | 65. RACMSA Rally of Scotland 2011                    | 2011  | Andreas Mikkelsen | Ola Fløene        |
| 19  | 39. FxPro Cyprus Rally 2011                          | 2011  | Andreas Mikkelsen | Ola Fløene        |
| 20  | 47. Sata Rallye Açores 2012                          | 2012  | Andreas Mikkelsen | Ola Fløene        |
| 21  | 36. Rally Islas Canarias Trofeo El Corte Inglés 2012 | 2012  | Jan Kopecký       | Petr Starý        |
| 22  | 71. Circuit of Ireland 2012                          | 2012  | Juho Hänninen     | Mikko Markkula    |
| 23  | 96. Rally Targa Florio 2012                          | 2012  | Jan Kopecký       | Petr Starý        |
| 24  | 48. Belgium Geko Ypres Rally 2012                    | 2012  | Juho Hänninen     | Mikko Markkula    |
| 25  | 12. Sibiului Rally Romania 2012                      | 2012  | Andreas Mikkelsen | Ola Fløene        |
| 26  | 42. Barum Czech Rally Zlín 2012                      | 2012  | Juho Hänninen     | Mikko Markkula    |
| 27  | 32. Mabanol Rally Sliven 2012                        | 2012  | Dimitar Iliev     | Yanaki Yanakiev   |

## Victoires en ERC
| No. | Épreuve                                       | Année | Pilote          | Copilote          |
| --- | --------------------------------------------- | ----- | --------------- | ----------------- |
| 1   | 46. Rallye Principe de Asturias 2009          | 2009  | Jan Kopecký     | Petr Starý        |
| 2   | 47. Rallye Principe de Asturias 2010          | 2010  | Alberto Hevia   | Alberto Iglesias  |
| 3   | 46. Belgium Geko Ypres Rally 2010             | 2010  | Jan Kopecký     | Petr Starý        |
| 4   | 51. Rali Vinho da Madeira 2010                | 2010  | Jan Kopecký     | Petr Starý        |
| 5   | 52. Rallye International du Valais 2011       | 2011  | Antonín Tlusťák | Jan Škaloud       |
| 6   | 29. Internationale Jänner Rallye 2012         | 2012  | Jan Kopecký     | Petr Starý        |
| 7   | 39. Croatia Rally 2012                        | 2012  | Juho Hänninen   | Mikko Markkula    |
| 8   | 43. Rally Bulgaria 2012                       | 2012  | Dimitar Iliev   | Yanaki Yanakiev   |
| 9   | 48. Belgium Geko Ypres Rally 2012             | 2012  | Juho Hänninen   | Mikko Markkula    |
| 10  | 41. Bosphorus Rally 2012                      | 2012  | Juho Hänninen   | Mikko Markkula    |
| 11  | 42. Barum Czech Rally Zlín 2012               | 2012  | Juho Hänninen   | Mikko Markkula    |
| 12  | 69. Rajd Polski 2012                          | 2012  | Esapekka Lappi  | Janne Ferm        |
| 13  | 30. Internationale Jänner Rallye 2013         | 2013  | Jan Kopecký     | Pavel Dresler     |
| 14  | 37. Rally Islas Canarias El Corte Inglés 2013 | 2013  | Jan Kopecký     | Pavel Dresler     |
| 15  | 48. SATA Rallye Açores 2013                   | 2013  | Jan Kopecký     | Pavel Dresler     |
| 16  | 49. Belgium Geko Ypres Rally 2013             | 2013  | Freddy Loix     | Frédéric Miclotte |
| 17  | 13. Sibiu Rally 2013                          | 2013  | Jan Kopecký     | Pavel Dresler     |
| 18  | 43. Barum Czech Rally Zlín 2013               | 2013  | Jan Kopecký     | Pavel Dresler     |
| 19  | 40. Croatia Rally 2013                        | 2013  | Jan Kopecký     | Pavel Dresler     |
| 20  | 43. Rallye International du Valais 2013       | 2013  | Esapekka Lappi  | Janne Ferm        |
| 21  | 2. Rallye Liepāja-Ventspils 2014              | 2014  | Esapekka Lappi  | Janne Ferm        |
| 22  | 72. Circuit d'Irlande 2014                    | 2014  | Esapekka Lappi  | Janne Ferm        |
| 23  | 50. Belgium Geko Ypres Rally 2014             | 2014  | Freddy Loix     | Johan Gitsels     |
| 24  | 44. Rallye International du Valais 2014       | 2014  | Esapekka Lappi  | Janne Ferm        |

## Victoires en APRC
| No. | Épreuve                               | Année | Pilote                      | Copilote        |
| --- | ------------------------------------- | ----- | --------------------------- | --------------- |
| 1   | Rallye de Whangarei 2012              | 2012  | Chris Atkinson              | Stéphane Prévot |
| 2   | Rallye du Queensland 2012             | 2012  | Chris Atkinson              | Stéphane Prévot |
| 3   | 15. Rallye de Nouvelle-Calédonie 2012 | 2012  | Gaurav Gill                 | Glenn McNeall   |
| 4   | Rallye de Whangarei 2013              | 2013  | Esapekka Lappi              | Janne Ferm      |
| 5   | Rallye du Queensland 2013             | 2013  | Esapekka Lappi              | Janne Ferm      |
| 6   | 16. Rallye de Nouvelle-Calédonie 2013 | 2013  | Gaurav Gill                 | Glenn McNeall   |
| 7   | Rallye d'Hokkaido 2013                | 2013  | Gaurav Gill                 | Glenn McNeall   |
| 8   | Rallye de Wangarhei 2014              | 2014  | Gaurav Gill                 | Glenn McNeall   |
| 9   | 17.Rallye de Nouvelle-Calédonie 2014  | 2014  | Jan Kopecký (4e au général) | Pavel Dresler   |
| 10  | Rallye du Queensland 2014             | 2014  | Jan Kopecký                 | Pavel Dresler   |
| 11  | Rallye de Malaisie 2014               | 2014  | Gaurav Gill                 | Glenn McNeall   |
| 12  | Rallye d'Hokkaido 2014                | 2014  | Jan Kopecký                 | Pavel Dresler   |
| 13  | Rallye de Wangarhei 2015              | 2015  | Pontus Tidemand             | Emil Axelsson   |
| 14  | 18.Rallye de Nouvelle-Calédonie 2015  | 2015  | Gaurav Gill                 | Glenn McNeall   |
| 15  | Rallye du Queensland 2015             | 2015  | Pontus Tidemand             | Emil Axelsson   |
| 15  | Rallye de Malaisie 2015               | 2015  | Pontus Tidemand             | Emil Axelsson   |
| 16  | Rallye d'Hokkaido 2015                | 2015  | Pontus Tidemand             | Emil Axelsson   |
| 17  | Rallye de Chine Longyou 2015          | 2015  | Pontus Tidemand             | Emil Axelsson   |